# 权力的游戏 (第二季)
美國電視連續劇《权力的游戏》第二季於2012年4月1日在美國HBO首播，至2012年6月3日結束，共十集。劇情根據乔治·马丁的小說《冰与火之歌》系列的第二部《烽火危城》作品拍攝。

## 演員

### 主要演員
- 彼特·丁拉基 飾 提利昂·蘭尼斯特
- 琳娜·海蒂 飾 瑟曦·蘭尼斯特
- 尼可拉·科斯特-瓦爾道 飾 詹姆·蘭尼斯特
- 蜜雪兒·費爾利 飾 凱特琳·史塔克
- 艾美莉·克拉克 飾 丹妮莉絲·坦格利安
- 埃丹·吉倫 飾 培提爾·貝里席
- 伊恩·格雷 飾 喬拉·莫爾蒙
- 基特·哈靈頓 飾 瓊恩·雪諾
- 查尔斯·丹斯 飾 泰溫·蘭尼斯特
- 利亚姆·坎宁安 飾 戴佛斯·席渥斯
- 伊薩克·亨普斯特德-懷特 飾 布蘭·史塔克
- 理查德·麥登 飾 羅柏·史塔克
- 蘇菲·特納 飾 珊莎·史塔克
- 麦茜·威廉姆斯 飾 艾莉亞·史塔克
- 阿爾菲·阿倫 飾 席恩·葛雷喬伊
- 約翰·布拉德利-威斯特 飾 山姆威爾·塔利
- 傑克·格利森 飾 喬佛里·拜拉席恩
- 罗伊·麦克凯恩 飾 桑鐸·克里岡
- 娜塔莉·多莫 飾 瑪格麗·提利爾
- 斯蒂芬·迪蘭 飾 史坦尼斯·拜拉席恩
- 卡里斯·范·豪滕 飾 梅麗珊卓
- 詹姆斯·科斯莫（英语：James Cosmo） 飾 杰奥·莫尔蒙
- 杰罗姆·弗林（英语：Jerome Flynn） 飾 波隆
- 飾 雪伊
- 康利斯·希爾（英语：Conleth Hill） 飾 瓦里斯

### 客串演員
- Gethin Anthony 飾 藍禮·拜拉席恩
- Ian Gelder 飾 凱馮·蘭尼斯特
- Eugene Simon 飾 藍賽爾·蘭尼斯特
- Art Parkinson 飾 瑞肯·史塔克
- Ron Donachie 飾 羅德利克·凱索
- Donald Sumpter 飾 魯溫學士
- Kristian Nairn 飾 阿多
- Natalia Tena 飾 歐莎
- Finn Jones 飾 洛拉斯·提利爾
- James Cosmo 飾 傑奧·莫爾蒙
- Esmé Bianco 飾 羅絲
- Joe Dempsie 飾 詹德利·維水
- Eros Vlahos 飾 「綠手」羅米
- Ben Hawkey 飾 熱派
- Julian Glover 飾 派席爾大學士
- Dominic Carter 飾 傑諾斯·史林特
- Gemma Whelan 飾 亞拉·葛雷喬伊
- Gwendoline Christie 飾 布蕾妮
- Nonso Anozie 飾 札羅·贊旺·達梭斯
- Tom Wlaschiha 飾 賈昆·赫加爾
- Ben Crompton 飾 艾迪森·托勒特
- Michael McElhatton 飾 盧斯·波頓
- Oona Chaplin 飾 泰麗莎
- Forbes KB 飾 黑羅倫
- Patrick Malahide 飾 巴隆·葛雷喬伊
- Ian Hanmore 飾 俳雅·菩厲
- Ralph Ineson 飾 「裂齶」達格摩
- Steven Cole 飾 卡瓦羅
- Rose Leslie 飾 耶哥蕊特
- Simon Armstrong 飾 斷掌科林

## 集數
| 總集數 | 集數 （季） | 標題                                    | 導演            | 編劇                     | 首播日期      | 美國收視人數 （百萬） |
| ------ | ----------- | --------------------------------------- | --------------- | ------------------------ | ------------- | --------------------- |
| 11     | 1           | 北境不忘 The North Remembers            | 亞倫·泰勒       | 大衛·貝尼奥夫 & D·B·魏斯 | 2012年4月1日  | 3.86                  |
| 12     | 2           | 夜幕降临 The Night Lands                | 亞倫·泰勒       | 大衛·貝尼奥夫 & D·B·魏斯 | 2012年4月8日  | 3.76                  |
| 13     | 3           | 逝者永垂不朽 What Is Dead May Never Die | 埃利克·薩卡洛夫 | 布莱恩·克格曼            | 2012年4月15日 | 3.77                  |
| 14     | 4           | 骸骨花园 Garden of Bones                | 大衛·派特拉卡   | 凡妮莎·泰勒              | 2012年4月22日 | 3.65                  |
| 15     | 5           | 赫伦堡的幽灵 The Ghost of Harrenhal     | 大衛·派特拉卡   | 大衛·貝尼奥夫 & D·B·魏斯 | 2012年4月29日 | 3.90                  |
| 16     | 6           | 新旧诸神 The Old Gods and the New       | 大衛·納特       | 凡妮莎·泰勒              | 2012年5月6日  | 3.88                  |
| 17     | 7           | 毁誉之人 A Man Without Honor            | 大衛·納特       | 大衛·貝尼奥夫 & D·B·魏斯 | 2012年5月13日 | 3.69                  |
| 18     | 8           | 临冬城王子 The Prince of Winterfell     | 亞倫·泰勒       | 大衛·貝尼奥夫 & D·B·魏斯 | 2012年5月20日 | 3.86                  |
| 19     | 9           | 黑水河战 Blackwater                     | 尼爾·馬歇爾     | 喬治·R·R·馬丁            | 2012年5月27日 | 3.38                  |
| 20     | 10          | 凡人皆有一死 Valar Morghulis            | 亞倫·泰勒       | 大衛·貝尼奥夫 & D·B·魏斯 | 2012年6月3日  | 4.20                  |

## 外部連結
- 權力的遊戲（第二季）官方網站（英文）
- 《權力的遊戲》各集列表 来自互联网电影数据库（英文）